# Bechtaler Wald
Das Gebiet Bechtaler Wald ist ein mit Verordnung vom 1. März 2004 durch die Körperschaftsforstdirektion Freiburg ausgewiesener Bannwald (Schutzgebiet-Nummer 100002) bei Weisweil im Landkreis Emmendingen in Baden-Württemberg.

## Lage
Das Schutzgebiet befindet sich nordöstlich von Weisweil. Es liegt im Staatswald Landkreis Emmendingen auf dem Flurstück 085060-000-04791/000.
Der Bannwald ist Teil des Vogelschutzgebiets Rheinniederung Sasbach-Wittenweier.

## Geologie
Der Untergrund besteht mehrheitlich aus mäßig frischem kalkgründigem Lehm. Daneben gibt es zu einem geringen Anteil mäßig frischen Sandlehm. Darüber hinaus liegen frischer Sandlehm und Löss vor.

## Vegetation
Im Bannwald kommen laut Waldbiotopkartierung die folgenden Pflanzen vor:
Feldahorn, Spitzahorn, Berg-Ahorn, Knoblauchsrauke, Bärlauch, Buschwindröschen, Gemeine Akelei, Wald-Zwenke, Zittergras-Segge,
Gemeine Hainbuche, Großes Hexenkraut, Gemeine Hasel, Eingriffeliger Weißdorn, Wald-Knäuelgras, Wilde Möhre, Rasen-Schmiele, Echter Wurmfarn,
Einjähriges Berufkraut, Mandelblättrige Wolfsmilch, Zypressen-Wolfsmilch, Rotbuche, Gemeine Esche, Gewöhnliche Goldnessel, Bunter Hohlzahn,
Gemeiner Hohlzahn, Kletten-Labkraut, Echte Nelkenwurz, Gundermann, Gemeiner Efeu, Wiesen-Bärenklau, Wolliges Honiggras, Weiches Honiggras,
Behaartes Johanniskraut, Echte Walnuss, Gefleckte Taubnessel, Gemeiner Rainkohl, Gewöhnlicher Liguster, Deutsches Weidelgras, Waldgeißblatt,
Rote Heckenkirsche, Wald-Flattergras, Wald-Sauerklee, Gemeine Fichte, Vielblütige Weißwurz, Vogelkirsche, Stieleiche,
Gewöhnliche Robinie, Feld-Rose, Kratzbeere, Brombeeren, Winterlinde, Feldulme, Große Brennnessel, Hirschkäfer, Gelbhalsmaus,
Feldspitzmaus, Zwergmaus, Waldspitzmaus, Zwergspitzmaus, Ringeltaube, Waldkauz.
Der Bannwald ist weitgehend deckungsgleich mit dem Biotop Bannwald 'Bechtaler Wald' NO Weisweil mit der Biotopnummer 277123162128.

## Schutzzweck
Der Schutzzweck des Bannwalds ist gemäß Schutzgebietsverordnung
- Die unbeeinflusste, spontane Entwicklung des Waldes mit seinen Tier- und Pflanzenarten (Schutz des Sukzessionsablaufs, Prozessschutz) sowie die wissenschaftliche Beobachtung der Entwicklung zu gewährleisten.
- Dies beinhaltet den Schutz der Lebensräume und -gemeinschaften, die sich im Gebiet befinden, sich im Verlauf der eigendynamischen Entwicklung des Waldbestandes innerhalb des Schutzgebietes ändern oder durch die eigendynamische Entwicklung entstehen.

## Betreuung
Wissenschaftlich betreut wird der Bannwald durch die Forstliche Versuchs- und Forschungsanstalt Baden-Württemberg (BVA).